# Jakob Querido
Jakob Querido (geboren ca. 1662 in Saloniki; gestorben ca. 1695 in Alexandria) war Schwager Schabbtai Zvis. Er beanspruchte die Wiedergeburt Zwis zu sein und begründete die nach ihm benannten Yakubiler [Yaʿqūbī], eine der drei Linien des Sabbatianismus neben den kuniosos (karabaş) und den izmirli (kapancı), die zusammenfassend als Dönme bezeichnet werden. 1686 nahm er mit zahlreichen Anhängern den Islam an.